# 国際射撃連盟
国際射撃連盟（こくさいしゃげきれんめい、英語: International Shooting Sport Federation）は、射撃競技の国際競技連盟。2008年現在、154の国内競技連盟が加盟。本部はドイツのミュンヘン。

## 概要
ライフル射撃、クレー射撃、ピストル射撃といった射撃競技を統括しており、国際大会の運営を行う。
日本からは日本ライフル射撃協会、日本クレー射撃協会が国内団体として加盟している。これは日本国内において、ライフル射撃・ピストル射撃を扱う日本ライフル射撃協会とクレー射撃を扱う日本クレー射撃協会が並立しているからである。

## 歴史
国際的な射撃大会は1896年のアテネ五輪から始まっているが、1907年に国際射撃連合（英語: International Shooting Union、フランス語: Union International de Tir）を設立。1998年に当名称になった。

## 主催大会
- オリンピック
- 世界射撃選手権
- ISSFワールドカップ

## 外部サイト
- 公式ウェブサイト（英語）
- ISSF - International Shooting Sport Federation - YouTubeチャンネル